# نیژنی کگر
نیژنی کگر (به لاتین: Nizhny Keger) یک منطقهٔ مسکونی در روسیه است که در داغستان واقع شده‌است.